# Trolle-Ljungby slot
Trolle-Ljungby slot er et slot og fideikommis i Trolle-Ljungby sogn, Kristianstads kommun i Skåne.
Slottet er en af Skånes mest storslåede renæssancebygninger i typisk Christian IV stil. Godset ejes af familien Trolle-Wachtmeister. Til slottet er knyttet sagaen om Ljungby horn og pibe.
Slottet er på to etager: hovedbygning og to fløje i upudset mursten. Hovedbygningen er opført i 1629 på fundamentet af Søren Norbys nedbrændte borg fra 1525. Vestfløjen blev bygget i 1633. Den østlige fløj, kaldet "Munkelængen" blev bygget i 1787. Fra gårdpladsens nordside går en stenbro bygget i 1806 til laden.

## Historie
Godset, som før hed Ljungby, var i middelalderen sandsynligvis en befæstet sædegård. Sædegården var i løbet af 13 og 1400-tallet ejet af familien Bille, senere af familierne Brostrup, Ulfstand og Gyldenstierne. Godset blev købt af diplomaten Peter Julius Coyet i 1662. Hans søn, friherre Wilhelm Julius Coyet, oprettede et arveligt fideikommis af Ljungby, Årup og Ryssås. Da hans slægt uddøde på den mandlige side, arvede Lovisa Ulrika Sparre Maria, gift med riksdrost grev Carl Axel Trolle-Wachtmeister til Trolleberg Ljungby. I hendes tid (1830) blev fideikommisretten overført fra Trolleberg til Ljungby, som skiftede navn til Trolle Ljungby. Trolle Ljungby blev arvet af hendes søn, Hans Gabriel Trolle-Wachtmeister og har siden været i familiens eje. Fideikommiset overgik i 1956 til ritmester greve Hans-Gabriel Trolle-Wachtmeister (født 1923), gift med grevinde hofmesterinde Alice Trolle-Wachtmeister.